# Nicolau Nikolaevich da Rússia (1831–1891)
Nicolau Nikolaevich da Rússia (em russo:  Великий князь Николай Николаевич; transl velikiy knyaz Nikolay Nikolaevich), (27 de julho de 1831 - 13 de abril de 1891) foi o terceiro filho e sexta criança do czar Nicolau I da Rússia e da imperatriz Alexandra Feodorovna. Por vezes é também chamado de Nicolau Nikolaevich Sénior para o destingir do seu filho mais velho. Treinado para o exército, na posição de Merechal-de-Campo, comandou o exército russo do Danúbio na Guerra Russo-Turca de 1877-1878.

## Carreira militar

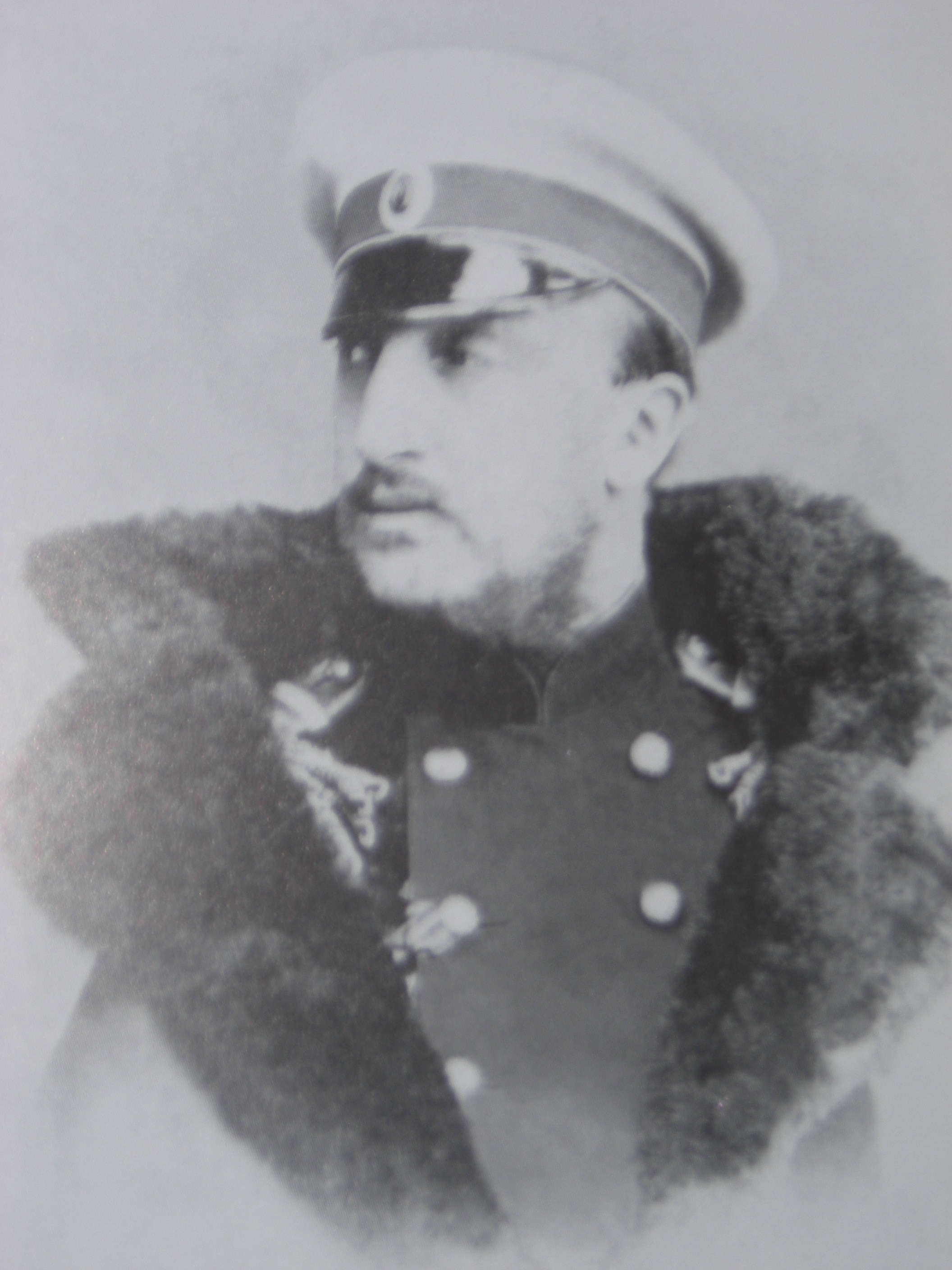
Nicolau em uniforme militar

O grão-duque Nicolau Nikolaevich nasceu no dia 27 de julho de 1831 em Czarskoye Selo. Os seus pais, o czar Nicolau I da Rússia e a imperatriz Alexandra Feodorovna, nascida princesa Carlota da Prússia, eram dedicados um ao outro e aos seus filhos, dando-lhes uma excelente educação.
O seu pai preparou-o para uma carreira no exército. No dia que nasceu, Nicolau foi nomeado coronel honorário da guarda de lanceiros e inscrito no batalhão de sapadores. Sendo um soldado durante grande parte da sua vida, prestou serviço ativo durante a Guerra da Crimeia, quando tinha acabado de completar vinte anos de idade, participando na batalha de Inkerman em 1854. O grão-duque mostrou um interesse especial por engenharia militar. Em 1856, foi nomeado inspetor-geral dos engenhos e, em 1854, tornou-se comandante da guarda imperial. Em 1873 acompanhou o seu irmão, Alexandre II, a Berlim para o encontro dos três impérios: russo, alemão e austro-húngaro.
O ponto alto da sua carreira ocorreu durante a Guerra Russo-Turca de 1877-1878, quando Nicolau Nikolaevich foi nomeado comandante-em-chefe dos exércitos russos no Danúbio, apesar da sua reputação como estratega não fosse das melhores. O grão-duque não recebeu louros durante o sucesso inicial do conflito e estes acabaram por sofrer uma reviravolta quando os inimigos começaram a vencer. Após a expulsão das tropas russas da Rumélia e dos ataques falhados em Plevna, Nicolau foi removido do comando prático, embora, em teoria, tivesse permanecido no seu posto. A vitória dos seus subordinados  permitiu-lhe participar no sucesso em Adrianópolis e no Tratado de São Estêvão, mas após o final da guerra, foi criticado por não ter defendido Constantinopla quando os seus postos já estavam estabelecidos em Adrianópolis. O grão-duque também o embaraço de ser acusado de irregularidades financeiras, de receber subornos e desviar dinheiro do governo.

## Um grão-duque russo
Alto, forte e com um nariz longo e fino, Nicolau Nikolaevich não era considerado bonito nem inteligente. Sendo um autêntico mulherengo, Nicolau “adorava todas as mulheres excepto a sua esposa”, como escreveu um contemporâneo. Gostava da vida militar, de caçar e era um conhecido apreciador de comida. Era também um grande conhecedor de gado, cães de raça pura, cavalos e pesca. Na sua luxuosa residência em São Petersburgo, o Palácio Nikolayevsky, construído entre 1853 e 1861, os cavalos eram o tema de discussão predileto. O grão-duque tinha um grande interesse em gerir as suas propriedades, mas não conseguia inspirar nenhum tipo de afecto, nem por aqueles chegados a ele.

## Casamento

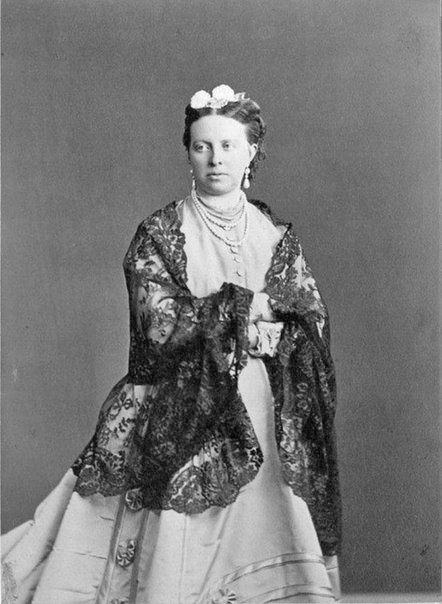
A princesa Alexandra Petrovna de Oldemburgo.

Nicolau Nikolaevich casou-se por obrigação com a sua prima em segundo grau, a grã-duquesa Alexandra Petrovna, antiga princesa Alexandra de Oldemburgo, cuja avó paterna era filha do imperador Paulo I. O casamento realizou-se em São Petersburgo, no dia 6 de Fevereiro de 1856. Alexandra era fervorosamente religiosa e pouco sofisticada e o casal tinha pouco em comum. 
Tiveram apenas dois filhos:

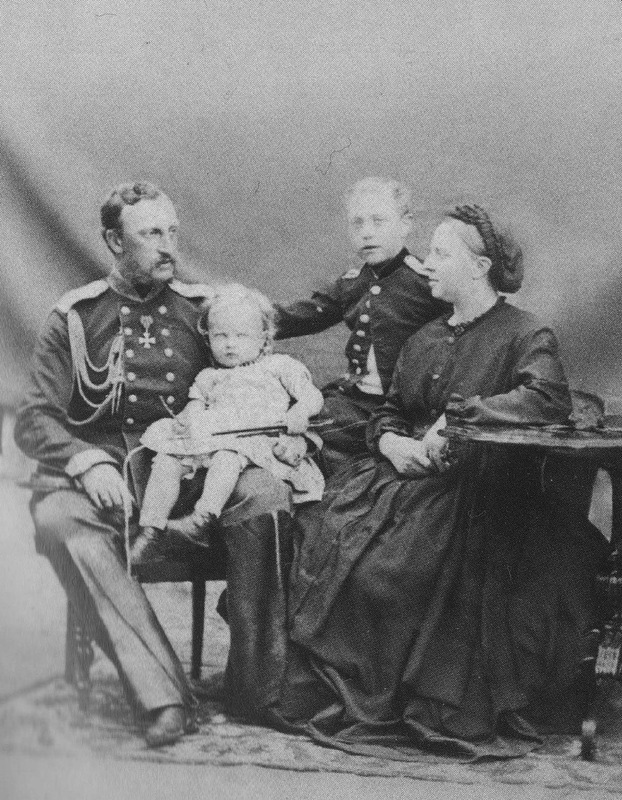
Nicolau com a esposa Alexandra e seus filhos.

- Nicolau Nikolaevich Júnior (1856-1929)
- Pedro Nikolaevich da Rússia (1864-1931)

O casamento foi infeliz desde o principio e, quatro anos depois, Nicolau começou uma relação permanente com Catarina Chislova, uma dançarina do Teatro de Krasnoye Selo. O seu caso era bastante conhecido e dele nasceram cinco filhos:
- Olga Nikolaevna Nikolaeva (1868-1950)
- Vladimir Nikolaevich Nikolaev (1873-1942)
- Catarina Nikolaevna Nikolaeva (1874-1940)
- Nicolau Nikolaevich Nikolaev (1875-1902)
- Galina Nikolaevna Nikolaeva (1877 - 1878)

O grão-duque conseguiu uma mudança de classe para a sua amante e os filhos ilegítimos que receberam o apelido de Nikolayev. O czar Alexandre II ignorou as escapadelas do irmão, mas aconselhou-o a ser discreto.

## Últimos anos

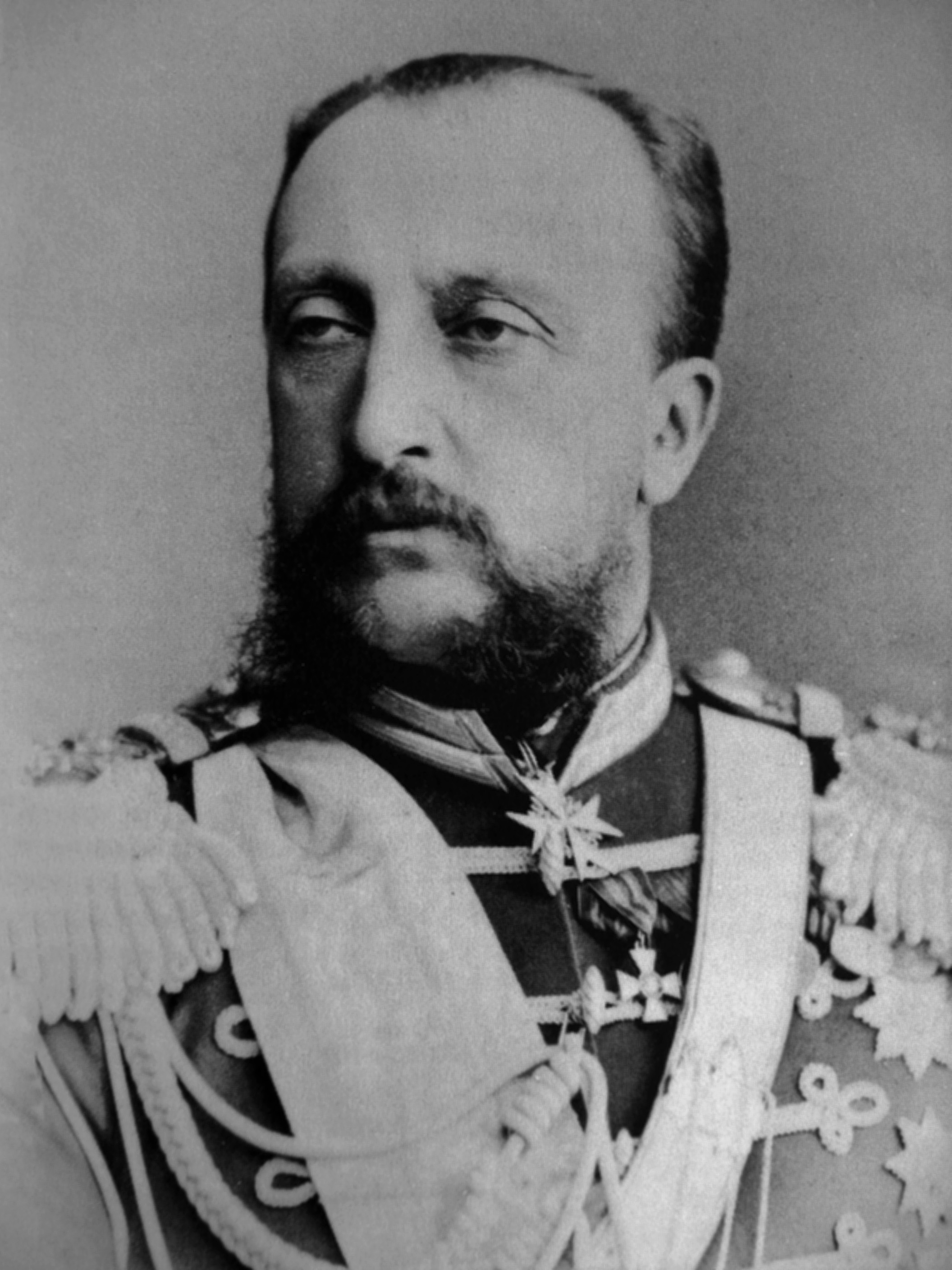
Nicolau Nikolaevich

Nicolau Nikolaevich estava em Cannes com os seus dois filhos quando o seu irmão Alexandre II foi assassinado em 1881, fazendo-o regressar imediatamente à Rússia.
A ascensão do seu sobrinho Alexandre III ao trono russo marcou o inicio do seu declínio. O novo czar não gostava particularmente dele e Nicolau começou a perder a sua influência. A sua autoridade sofreu ainda mais quando se envolveu em requisições militares fraudulentas. Quando o grão-duque tentou explicar as suas ações ao Nouvelle Revue de Paris, atacou indiscretamente oficiais do governo e comandos militares, o que fez com que fosse removido do seu posto. Alexandre III também criticou os casos extra-conjugais do tio.
Na altura, Nicolau Nikolaevich vivia abertamente com a sua amante. A sua esposa deixou-o definitivamente em 1881 e mudou-se para Kiev. Contudo recusou-se a dar o divórcio que o marido queria. Os filhos adultos do casal ficaram do lado da mãe, mas continuaram a viver com o pai no palácio. A amante de Nicolau, Catarina Chislova tinha gastos extravagantes e acabou por deixá-lo numa situação financeira complicada, sendo obrigado a hipotecar o Palácio de Nicolau em São Petersburgo. Em 1882, Nicolau foi posto sob vigilância devido ao rápido desaparecimento da sua fortuna. No final acabou por viver como um cavalheiro privado numa casa modesta.
Nicolau Nikolaevich, que não conseguiu o divórcio da sua esposa, esperava conseguir viver mais tempo que ela para se poder casar com a sua amante, mas Catarina morreu inesperadamente na Crimeia enquanto que Alexandra Petrovna viveu mais nove anos do que ele. Pouco depois da morte da sua amante, Nicolau perdeu a sanidade devido a um cancro na boca que se espalhou até ao cérebro. Sofrendo de alucinações, estava convencido de que todas as mulheres estavam apaixonadas por ele. Durante uma atuação de ballet, o grão-duque chegou a atacar um jovem dançarino que pensou ser uma mulher.
Em 1890, Nicolau foi declarado louco e mantido na sua casa na Crimeia. Morreu em Alupka, na no dia 13 de abril de 1891.
A reputação do grão-duque na corte imperial era má e a sua morte não foi particularmente chorada. Tinha gasto toda a sua grande fortuna e o seu palácio foi imediatamente vendido para saldar as suas dividas.

## Genealogia
| Constantino Nikolaevich da Rússia | Pai: Nicolau I da Rússia                       | Avô paterno: Paulo I da Rússia                                | Bisavô paterno: Pedro III da Rússia                    |
| Constantino Nikolaevich da Rússia | Pai: Nicolau I da Rússia                       | Avô paterno: Paulo I da Rússia                                | Bisavó paterna: Catarina, a Grande                     |
| Constantino Nikolaevich da Rússia | Pai: Nicolau I da Rússia                       | Avó paterna: Maria Feodorovna (Sofia Doroteia de Württemberg) | Bisavô paterno: Frederico II Eugénio de Württemberg    |
| Constantino Nikolaevich da Rússia | Pai: Nicolau I da Rússia                       | Avó paterna: Maria Feodorovna (Sofia Doroteia de Württemberg) | Bisavó paterna: Sofia Doroteia de Brandemburgo-Schwedt |
| Constantino Nikolaevich da Rússia | Mãe: Alexandra Feodorovna (Carlota da Prússia) | Avô materno: Frederico Guilherme III da Prússia               | Bisavô materno: Frederico Guilherme II da Prússia      |
| Constantino Nikolaevich da Rússia | Mãe: Alexandra Feodorovna (Carlota da Prússia) | Avô materno: Frederico Guilherme III da Prússia               | Bisavó materna: Frederica Luísa de Hesse-Darmstadt     |
| Constantino Nikolaevich da Rússia | Mãe: Alexandra Feodorovna (Carlota da Prússia) | Avó materna: Luísa de Mecklemburgo-Strelitz                   | Bisavô materno: Carlos II de Mecklemburgo-Strelitz     |
| Constantino Nikolaevich da Rússia | Mãe: Alexandra Feodorovna (Carlota da Prússia) | Avó materna: Luísa de Mecklemburgo-Strelitz                   | Bisavó materna: Frederica de Hesse-Darmstadt           |